# Neuville-Bourjonval
Neuville-Bourjonval là một xã trong tỉnh Pas-de-Calais, vùng Hauts-de-France, Pháp.

## Địa lý
Neuville-Bourjonval có cự ly 23 dặm (37 km) về phía đông nam Arras, trên đường D7E. Tuyến A2 autoroute chạy qua xã này.

## Dân số
| 1962                                                              | 1968 | 1975 | 1982 | 1990 | 1999 | 2006 |
| ----------------------------------------------------------------- | ---- | ---- | ---- | ---- | ---- | ---- |
| 236                                                               | 262  | 223  | 215  | 191  | 194  | 173  |
| Số liệu điều tra dân số tính từ năm 1962, dân số chỉ tính một lần |      |      |      |      |      |      |

## Địa điểm nổi bật
- Nhà thờ St.Pierre, được xây lại, giống như xã này, sau thế chiến I.